# الدوري الإنجليزي لكرة القدم 1953–54
الدوري الإنجليزي لكرة القدم 1953–54 (بالإنجليزية: 1953–54 Football League)‏ هو موسم من دوري كرة القدم الإنجليزي. فاز فيه وولفرهامبتون واندررز.